# 사노피-아벤티스코리아
사노피-아벤티스코리아(영어: Sanofi-Aventis Korea)는 프랑스 파리에 본사를 두고 있는 제약 회사인 사노피의 대한민국 법인이자 대한민국의 제약 회사이다. 사노피는 1990년에 대한민국 법인을 설립했다.

## 역사
- 1985년 태광제약과 합작회사인 태광사노피제약㈜를 설립
- 1986년 외국인 투자기업 등록
- 1990년 사노피 한국법인 사명을 태광사노피제약㈜를 한국사노피㈜로 변경
- 1997년 백신 사업부 사노피 파스퇴르㈜ 설립
- 1997년 본사 직속 임상연구부(CSU) 설치
- 2006년 한국롱프랑제약㈜, ㈜사노피-신데라보코리아, ㈜아벤티스파마 3사 통합으로 ㈜사노피-아벤티스 코리아 설립
- 2006년 ㈜젠자임코리아 설립
- 2010년 사노피-아벤티스코리아 대전R&D연구소 개소 (대전시 유성구 대덕연구단지)
- 2010년 컨슈머 헬스케어 사업부 출범 (건강기능식품 브랜드 '세노비스' 한국 런칭)
- 2011년 사노피 그룹 내 젠자임 통합
- 2013년 가족친화기업 인증 (여성가족부)
- 2014년 혁신형 제약기업 인증 (보건복지부)
- 2016년 가족친화기업 재인증 (여성가족부)
- 2017년 혁신형 제약기업 재인증 (보건복지부)
- 2017년 한국베링거인겔하임 컨슈머 헬스케어 사업부 신설 확장
- 2018년 유아 교육 애니메이션 핑크퐁와 콜라보 진행 (독감예방송 9월 17일 핑크퐁 공식 유튜브채널 공개)
- 2019년 법인 통합
- 2021년 사노피의 컨슈머헬스케어은 오펠라헬스케어코리아㈜로 분할 신설
- 2021년 2024 파리 올림픽 프리미엄 스폰서 체결

## 제품소개
전문의약품
- 투제오
- 솔리쿠아
- 란투스
- 플라빅스
- 프랄런트
- 코아프로벨
- 코다론

백신 (사노피파스퇴르)
- 이모젭
- 박씨그리프테트라
- 헥사심
- 펜탁심
- 메낙트라
- 아박심
- 아다셀
- 테트락심
- 스타마릴
- 타고시드

## 같이 보기
- 한독
- 사노피